# Die Geigerin
Die Geigerin ist eine Novelle von Ferdinand von Saar, veröffentlicht im Jahr 1887.

## Inhalt
Der Rahmenerzähler, wohl ein Schriftsteller, lernt den Schriftsteller und Zeitkritiker Walberg in einem Restaurant kennen, wo beide regelmäßig das Mittagessen einnehmen. Sie befreunden sich ein wenig. Auf einem gemeinsamen Spaziergang beobachten sie, wie eine tote Frau aus dem Wasser gezogen wird, die sich in den Fluss geworfen hatte. Walberg kennt sie offenkundig und ist sichtlich bewegt. Er bittet seinen Freund in seine Wohnung, um nicht alleine zu sein. Dann erzählt er.
In der Binnenerzählung fällt Walberg bei einer Faschingsgesellschaft die Geigerin einer Damenkapelle auf – Ludovica Mensfeld. Monate später beobachtet er, wie sie vor einem eben geschlossenen Pfandleihhaus steht. Selbstlos bietet er ihr Hilfe an und leiht ihr eine große Summe Geld. In der Folge wird er von Ludovica eingeladen. So wird er mit ihren beiden Schwestern Anna und Mimi bekannt sowie einem jungen Mann namens Alexis, für dessen Spielschulden Ludovica das Geld gebraucht hatte. Mit einer gewissen Kühle erhält Walberg später sein Geld zurück.
Ein halbes Jahr später besucht ihn Ludovica in seiner Wohnung. Sie bittet ihn für sie zu Alexis zu gehen. Diesem Hasardeur hat sie ihr ganzes Herz geschenkt und ihm immer wieder aus der Patsche geholfen. Er aber hat sich ihrer jüngeren Schwester Mimi zugewendet und will von ihr nichts mehr wissen. Erfolglos kehrt Walberg von Alexis zurück und muss die völlig verzweifelte Ludovica ihrem Schicksal überlassen. Später verheiratet sie sich mit einem verarmten Baron. Ludovica nimmt sich das Leben, als dieser sie zur Prostitution zwingen will, um seine vielen Schulden zu bezahlen.